# Kappa Coronae Australis
Kappa1 Coronae Australis (K1 Coronae Australis, förkortat  Kappa1 CrA, K1 CrA) som är stjärnans Bayerbeteckning, är en ensam stjärna, även benämnd HR 6952 och HD 170868, belägen i den norra delen av stjärnbilden Södra kronan. Den har en skenbar magnitud på 6,27 och är svagt synlig för blotta ögat där ljusföroreningar ej förekommer. Baserat på parallaxmätning inom Hipparcosuppdraget på ca 21,2 mas, beräknas den befinna sig på ett avstånd på ca 150 ljusår (ca 50 parsek) från solen.

## Egenskaper
Kappa1 Coronae Australis är en blå till vit stjärna i huvudserien av spektralklass B9 Vnn. Den har en radie som är ca 85 procent av solens radie och har en effektiv temperatur av ca 9 800 K. 

## Kappa2Coronae Australis
Kappa2 Coronae Australis (K2 CrA), också benämnd HR 6953 och HD 170867, utgör en visuell dubbelstjärna tillsammans med Kappa1 Coronae Australis, men befinner sig på ett avstånd av ca 975 ljusår från solen. Stjärnorna är åtskilda från varandra med 21,4 bågminuter. Kappa2 Coronae Australis är en stjärna av spektralklass B9 V med skenbar magnitud +5,59 och absolut magnitud -1,70. Den har en radie som är ca 4,6 gånger större än solens radie och har en effektiv temperatur av ca 12 100 K.